# میاموتو موساشی در فرهنگ عامه
میاموتو موساشی در داستان فهرستی از تصاویر تخیلی میاموتو موساشی، شمشیرزن ژاپنی قرن هفدهمی است. میاموتو موساشی یک استراتژیست انفرادی بود. او حتی یک بار هم استاد شمشیرزنی نداشت و در بیش از ۶۰ مبارزه هرگز نفهمید که شکست خورده است. او همیشه کاملاً تنها می‌ماند و در جستجوی مسیر زندگی خودش بود. موساشی در دنیایی متولد شد که در دوران پرآشوب ایالت‌های جنگجو، تازه به پایان خود نزدیک می‌شد. زمانه از قبل در آستانه‌ی گام نهادن به سوی «بوشیدو در زمان صلح» بود. موساشی «کتاب پنج حلقه» را نوشت تا این نکته را منتقل کند که حتی در زمان صلح، ما همیشه باید مراقب خطر باشیم، زیرا این تنها راه محافظت از خودمان است.

## فیلم، تلویزیون و تئاتر
فیلم:
- میاموتو موساشی (۱۹۲۹)، به کارگردانی کینتارو اینو.
- میاموتو موساشی چی نو ماکی (۱۹۳۷)، به کارگردانی تاکیزاوا ایسوکه.
- میاموتو موساشی (۱۹۳۸)، به کارگردانی کازوئو موری.
- میاموتو موساشی کتتو هااننیازاکا  (۱۹۴۳)، به کارگردانی ایتو دایسوکه.
- میاموتو موساشی کونگوئین نو کتتو  (۱۹۴۳)، به کارگردانی ایتو دایسوکه.
- میاموتو موساشی نیتو ریو کایگن- (۱۹۴۳)، به کارگردانی ایتو دایسوکه.
- میاموتو موساشی (۱۹۴۴)، به کارگردانی کنجی میزوگوچی.
- میاموتو موساشی (۱۹۵۴)، به کارگردانی یاسو کوهاتا.
- میاموتو موساشی (۱۹۶۱)، به کارگردانی تومو اوچیدا و با بازی یوروزویا کینوسوکه.
- میاموتو موساشی چی نو ماکی (۱۹۳۸)، به کارگردانی ایشیهاشی سیچی.
- میاموتو موساشی: شمشیرهای مرگ  (۱۹۷۱)، به کارگردانی تومو اوچیدا.
- میاموتو موساشی: شمشیر خشم (۱۹۷۳)، به کارگردانی تای تاکا.
- میاموتو موساشی شونن (۱۹۵۶)، به کارگردانی تاتسوئو ساکای.
- حلول سامورایی به کارگردانی کینجی فوکاساکو، میاموتو همراه با یاگیو جوبی میتسویوشی ظاهر می‌شود.
- گانریوجیما: کوجیرو و موساشی (۱۹۹۲)، به کارگردانی یوجی موراکامی.
- آراگامی به کارگردانی ریوهی کیتامورا موساشی در فیلم به عنوان شخصیت اصلی ظاهر می‌شود: خدای نبرد.
- خواب کامل محصول ۲۰۰۹ نئو-نوآر از موساشی در روایت فیلم یاد شده است.
- ساموایی (۲۰۱۰)، مستندی با حضور مارک داکاسیوس.
- سه‌گانه سامورایی به کارگردانی هیروشی ایناگاکی و با بازی توشیرو میفونه در نقش موساشی.
- سامورایی دیوانه موساشی (۲۰۲۰)، به کارگردانی یوجی شیمومورا و با بازی تاک ساکاگوچی در نقش موساشی میاموتو.[۱]

تلویزیون':
- «سوره کارا نو موساشی» (۱۹۶۴–۱۹۶۵)، با بازی ریونوسوکه تسوکی‌گاتا.
- سوره کارا نو موساشی (۱۹۸۱)، با بازی یوروزویا کینوسوکه. این سریال با زیرنویس انگلیسی «میاموتو موساشی» توزیع شد.
- «سوره کارا نو موساشی» (۱۹۹۶) با بازی کیتا اوجی.

موساشی (مجموعه تلویزیونی تایگا)، چهل و دومین سری از فیلم‌های مجموعه تلویزیونی تایگا در سال ۲۰۰۳ میلادی ساخته شد. این مجموعه از زندگی میاموتو موساشی اساس گرفته است. در این مجموعه نقش شخصیت اصلی این داستان میاموتو موساشی، توسط ایچیکاوا ابیزو سیزدهم ایفا شده است.
- میاموتو موساشی در سال ۲۰۰۹ در درام تلویزیونی کره ای «بازگشت ایلجیما» ظاهر می‌شود، جایی که هوانگ جانگ-لی او را به تصویر می‌کشد.
- در سریال آمریکایی «قهرمان‌ها (مجموعه تلویزیونی)»، آدام مونرو، مردی انگلیسی که به دنبال ثروت به ژاپن آمده بود، در تاریخ ژاپن به عنوان «کنسی تاکه‌زو» Takezo Kensei (剣聖 武蔵 Kensei Takezō؟)، یک سامورایی و شمشیرزن بر اساس میاموتو موساشی، گواه این واقعیت است که «تاکه‌زو» نام تولد او بوده است، و «کنسی» به معنای «ارباب شمشیرزن» است.[۳]
- «موساشی» (۲۰۰۳)، به کارگردانی اوزاکی میتسونوبو و با بازی بازیگر کابوکی ایچیکاوا شینوسوکه).
- «میاموتو موساشی» (۲۰۱۴)، به کارگردانی ساساکی آکیمیتسو و فوجیو تاکاشی و با بازی کامیکاوا تاکایا.
- «میاموتو موساشی» (۲۰۱۴)، مجموعه تلویزیونی دو قسمتی با بازیگران تاکویا کیمورا و کارگردانی ایکی ساوامورا[۴]
- یک میزبان موساشی در دو قسمت از فصل دوم وست‌ورلد (مجموعه تلویزیونی) ظاهر می‌شود، جایی که او در دنیای شوگون زندگی می‌کند.

'تئاتر':
- موساشی (۲۰۱۰)، به نویسندگی هیساشی اینوئه و کارگردانی یوکیو نیناگاوا.[۵]>

## چاپ
- رمان ایجی یوشیکاوا میاموتو موساشی (رمان) بر اساس وقایع تاریخی است، اما شخصیت‌های ساختگی دارد. شرق‌شناس مشهور ادوین او. ریشاور در پیشگفتار آن را «بر باد رفته ژاپن» نامید.
- مجموعه مانگا واگاباند بر اساس میاموتو موساشی (رمان) است، با قهرمان داستان تاکه‌زو بعداً به میاموتو موساشی تغییر نام داد و به دنبال تبدیل شدن به بزرگ‌ترین شمشیرزن در این سرزمین بود.
- نکرومانسر: رازهای جاودانه نیکلاس فلامل، چهارمین قسمت از سری مایکل اسکات رازهای جاودانه نیکلاس فلامل، به نیتن اشاره دارد. پرنل فلامل بیان می‌کند که او بدون شک بزرگ‌ترین شمشیرزن در جهان است - تنها انسانی که تا به حال اسکاتاچ را در یک نبرد شکست داده است. اما اگر از او بپرسید که او چیست، به شما خواهد گفت که او است. یک هنرمند و این درست است: مهارت او با قلم مو افسانه ای است [...] نیتن در جستجوی این جهان و دنیای سایه‌ها است از مخالفان صرفاً برای تقویت مهارت‌های خود، قرار بود زمانی در قرن هفدهم توسط بنزایتن جاودانه شود، کسی که بسیاری - از جمله جادوگر - حتی ممکن است یکی از بزرگان باستانی باشد همچنین به عنوان میاموتو موساشی شناخته می‌شود.
- سوره‌کارا نو موساشی  (داستان‌های بیشتر موساشی)، رمانی از کاتسوکیرو کویاما که در چندین فیلم ویژه تلویزیونی اقتباس شده است.
- در کتاب رابرت جوردن اژدها دوباره متولد شده مردی به نام جیاروم آمده است که شمشیرباز بزرگی بود که تنها ضررش به کشاورز با ربع بود. احتمالاً اشاره ای به مبارزه موساشی با گونوسوکه در رمان یوشیکاوا است.
- در گتر روبو موساشی خلبانی است که شمشیر حمل می‌کند.
- کتاب کمیک اوساگی یوجینبو یک خرگوش سامورایی با الهام از موساشی در آن نقش دارد.[۶]
- در استیو پری سری کتاب و رمان ماتادور موساشی فلکس, موساشی Flex یک مسابقه غیرقانونی زیرزمینی هنرهای رزمی به نام موساشی است.
- موساشی موضوع «شمشیر سامورایی» بود، کتابی در مجموعه «ماشین زمان» نوشته مایکل ریوز و استیو پری.
- در کتاب نینجا نوشته اریک ون لوستبادر اشارات متعددی به موساشی و کتاب پنج حلقه شده است.
- در سری کریس برادفورد سامورایی جوان، میاموتو موساشی اساس ماساموتو تاکشی بود.
- در رمان «تیغه‌ی کورتیزان‌ها» نوشته ریو کی‌ایچیرو، موساشی نوزادی به نام ماتسوناگا سیچیرو، شاهزاده امپراتوری ژاپن را نجات می‌دهد و او را راهنمایی می‌کند و به او هنر نیتن ایچی-ریو را در کوه‌های هیگو می‌آموزد. وقتی سیچیرو ۲۶ ساله می‌شود، به ادو فرستاده می‌شود تا شوجی جین ایمون را در یوشیوارا پیدا کند.
- موساشی در سریال ایمیج کامیکس پنج روح، نوشته فرانک جی باربییر با هنری کریس مونیهام ظاهر می‌شود. موساشی به عنوان روحی ظاهر می‌شود که مهارت‌های خود را به همراه چهار روح دیگر به فابیان گری شکارچی گنج می‌دهد: مرلین، رابین هود، شرلوک هولمز و کنت دراکولا.[۷]
- رمان‌های دیوید کرک فرزند انتقام[۸] و (۲۰۱۳) و شمشیر افتخار[۹] عمدتاً بر اساس رویدادهای تاریخی و همچنین افسانه‌هایی در مورد موساشی است. رمان‌ها موساشی، پسری بیمار و ضعیف را دنبال می‌کنند که پدرش، شینمن مونیسای او را نالایق می‌داند. همان‌طور که او بزرگ می‌شود، عمویش دورینبو او را در آیین بودا و خواندن و نوشتن آموزش می‌دهد و بعداً پدرش مونیسای او را با شمشیر آموزش می‌دهد. موساشی به عنوان مردی قد بلند و دارای مزیت در دسترس و قدرت توصیف می‌شود که از محیط و تاکتیک‌های خود برای شکست دادن دیگران استفاده می‌کند.[۱۰][۱۱] پس از جنگیدن در نبرد سکیگاهارا، موساشی راه سامورایی‌ها را رها می‌کند. و بعد از ایجاد تنفر از سامورایی‌ها تبدیل به رونین می‌شود. او توسط یک شمشیرزن ماهر به نام آکیاما از مدرسه یوشیکا بعداً توسط دنشیچیرو، رئیس مدرسه تعقیب می‌شود.[۱۱]
- مانگای هیدکی موری «شیشی» که بر اساس زندگی میاموتو موساشی است.[۱۲]

## مانگا و انیمه
- Karakuri Kengō Den موساشی Lord ربات موساشی را بازی می‌کند که رقیبش کوجیرو نام دارد.
- موساشی توسط هایدرا در قسمت نهم فصل دوم UFO Princess Valkyrie نامگذاری شده است.
- موساشی (جسی به انگلیسی) و کوجیرو (جیمز به انگلیسی) از سه گروه Team Rocket در «پوکمون (انیمه)» به ترتیب از میاموتو و کوجیرو نام‌گذاری شده‌اند. همچنین مادر جسی که در یک درام رادیویی ظاهر می‌شود، میاموتو نام دارد.
- موساشی در هفت قسمت اول شورا نو مون ظاهر می‌شود، جایی که او در برابر یک رزمی کار دوئل می‌کند.
- دو قهرمان مرد در درام ژاپنی ایستگاه اتوبوس میامای موساشی و ساساجیما کوجیرو نام دارند. در یکی از قسمت‌ها، شخصیت اصلی زن اظهار می‌کند که او مانند جزیره‌ای است که موساشی و کوجیرو در آن دوئل کردند.
- در انیمه Yaiba، موساشی به عنوان پیرمردی ظاهر می‌شود که به عنوان یک گوشه نشین زندگی می‌کند. اونیمارو بعداً کوجیرو را زنده می‌کند تا برای او بجنگد و زمانی که برای بازدید از قبر کوجیرو می‌آید دوباره با موساشی مقابله می‌کند.
- در قسمت مرثیه سخاوتمندانه (قسمت دوم) – مرثیه به دام افتادن (آیه ۲) از سامورایی چامپلو پیرمردی جین را پس از کمین یک قاتل از غرق شدن نجات می‌دهد و ادعا می‌کند که موساشی است. قبل از رد ادعا
- در رستاخیز نینجا میاموتو موساشی ظاهر می‌شود و با جوبی مبارزه می‌کند و گفته می‌شود که او در حدود سال ۱۶۴۰ به زندگی یک گوشه‌نشین بازنشسته شد.
- در پایان اپیزود کابوی بیباپ کابوی فانک، اندی سوار بر غروب خورشید می‌شود در حالی که ادعا می‌کند نام خود را به موساشی تغییر داده است.
- قهرمان «موساشی Gundoh, میاموتو موساشی، بر اساس موساشی ساخته شده است.
- در یکی از قسمت‌های «رانما ۱/۲»، تاتواکی کونو توسط یک بوکوتو تسخیر شده است که موساشی در دوئل خود با کوجیرو به کار می‌برد و باعث می‌شود او باور کند که موساشی است و در سالن‌های دبیرستان فورینکان پرسه می‌زند. در شب در جستجوی یک حریف قدرتمند.
- در قسمت ۵۵ رومیکو تاکاهاشی  اوروسای یاتسورا، معلم آتارو به عنوان موساشی، در حالی که رقیب آتارو، مندو به عنوان کوجیرو به تصویر کشیده شده است.
- کوروز وبر به‌طور خلاصه به موساشی میاموتو در فول متال پانیک! در قسمت راک اند رول یک گربه و یک بچه گربه اشاره می‌کند. هنگامی که تلتا تستاروسا برای یک نبرد برده بازویی با ملیسا مائو دیر می‌شود، کورز از او می‌پرسد که آیا نام موساشی را شنیده است یا خیر.
- در دکتر اسلامپ، آرال، گاتچان و تارو از دمپایی زمان برای سفر در زمان به روز دوئل خود با کوجیرو استفاده می‌کنند و او و آرال دو روز را صرف بازی سنگ-کاغذ-قیچی می‌کنند تا ببیند چه کسی قویتر است. او بعداً با او به زمان حال می‌رود و به مدرسه او می‌رود، در حالی که کوجیرو بقیه روزهای خود را در انتظار او می‌گذراند.
- در شوگو چارا!، کایری سنجوئو از موساشی بت می‌داند، ویژگی‌ای که شخصیت محافظ او موساشی از آن متولد شد.
- پروداکشن آی. جی اعلام کرد که در حال ساخت انیمیشنی بر اساس زندگی موساشی است که قرار است در سال ۲۰۰۹ منتشر شود.
- در مژه ۲۱ ژنرال تاکورا با نام مستعار موساشی و نام رقیب او ساساکی است.[۱۳]
- در یو یو هاکوشو، کووابارا با شمشیربازی به نام موساشی در طول آرک مسابقات گنکی مبارزه می‌کند.
- در موتسو انمی ری گایدن: شورا نو توک، موساشی چندین بار در وقایع نگاری موتسو یاکومو ظاهر می‌شود که در دوئل بین او و یاکومو به اوج خود می‌رسد. اگرچه او شکست خورده است، اما یاکومو آن را مساوی اعلام کرد زیرا از شمشیر خود برای جلوگیری از حمله استفاده کرد.
- موساشی در سنگ چخماق کارآگاه زمان ظاهر می‌شود، جایی که با تغییر دهنده زمان سایه دوست می‌شود.
- در آماکوسا ۱۶۳۷، ماساکی میاموتوی ژاپنی امروزی در زمان به شورش شیمابارا منتقل می‌شود و خاطرات خود را از دست می‌دهد. پس از اینکه اوتسو او را نجات می‌دهد و نام او را میاموتو موساشی می‌گذارد، با او دوست می‌شود در حالی که به تدریج گذشته خود را به یاد می‌آورد و به قهرمانان، مسافران زمان که قبل از انتقال به گذشته دوستان او بودند، می‌پیوندد.
- میاموتو موساشی شخصیت اصلی چهارمین سری اصلی باکی گریپلر است، جایی که او در دوران مدرن از طریق علم و غیبت احیا می‌شود و بازیگران اصلی سعی می‌کنند شمشیرزنی او را به چالش بکشند. در مانگای باکی گریپلر یک شخصیت و حریف اصلی باکی-دو است. به عنوان یکی از قوی‌ترین مبارزان این سری ظاهر شد.[۱۴]
- در وان پیس، رورونوآ زورو بر اساس میاموتو موساشی ساخته شده است، که یک شمشیرباز ماهر و همه‌جانبه است. کوزوکی اودن که از او به عنوان قوی‌ترین سامورایی در طول عمرش یاد می‌شود، بر اساس موساشی ساخته شده است، زیرا او دو شمشیر به کار می‌برد.
- در مانگای شینوبو اوتاکا، به نام اورینت (مانگا)، قهرمان اصلی که موساشی نیز نام دارد، از میاموتو موساشی الهام گرفته شده است.
- در کنیچی: قویترین شاگرد، اوگانوسوکه یوگی به شیوه ای مشابه موساشی مبارزه می‌کند.
- در رکورد راگناروک، موساشی به عنوان یکی از نمایندگان انسان ظاهر می‌شود.

انیمه ۲۰۲۳ اونیموشا (مجموعه تلویزیونی) بر اساس فرنچایز بازی ویدیویی به همین نام ساخته شده است. یک انیمه هشت قسمتی که در نوامبر ۲۰۲۳ در نتفلیکس منتشر شد.

## بازی‌های ویدئویی
- موساشی نو بوکن، یک بازی کامپیوتری خانوادگی است که در سال ۱۹۹۰ منتشر شد، بر اساس موساشی ساخته شده است.
- هائوهامارو در مجموعه شرکت اس.ان.کی." سقوط سامورایی بر اساس موساشی است، در حالی که تاچیبانا اوکیو بر اساس کوجیرو است.
- بازی نئو گئو (سیستم) "موساشی گانریوکی" که در خارج از ژاپن با نام "گانریو (بازی ویدئویی) شناخته می‌شود، بر اساس مبارزه موساشی با کوجیرو است.
- شخصیت یاسو از «لیگ افسانه‌ها» بر اساس موساشی ساخته شده است.
- بازی پلی‌استیشن (کنسول) «شمشیرباز شجاع موساشی» و دنباله پلی‌استیشن ۲ آن «موساشی: افسانه سامورایی» بر اساس موساشی ساخته شده‌اند. در اولین بازی، موساشی باید پنج طومار آتش، زمین، آب، باد و آسمان را به دست آورد و شمشیر لومینا را به دست آورد تا جادوگر شیطانی تاریکی را از بین ببرد و بعداً با رقیب خود کوجیرو در جزیره اژدها دوئل کند. در بازی دوم، موساشی باید پنج شمشیر افسانه ای زمین، آب، آتش، باد و پوچی را به دست آورد. مفهوم جمع‌آوری پنج شی عنصری شبیه به پنج حلقه است. سلاح ثانویه اصلی او، "پارو بزرگ" بر اساس نحوه استفاده موساشی از شمشیر ایجاد شده از پارو است.
- در نی‌او، یک میاموتو موساشی جوان در کنار قهرمان داستان در مأموریت "استاد شمشیرهای دوقلو" با شیاطین مبارزه می‌کند. او نام خود را تاکه‌زو می‌گذارد[۱۶] و به بازیکن با هدبند خود پاداش می‌دهد، که در هنگام استفاده از کاتانای دوگانه به بازیکن پاداش می‌دهد. با رقیب موساشی، ساساکی کوجیرو نیز می‌توان در مأموریت «گانریو» مبارزه کرد.

بازی ویدیویی ۱۹۹۴ زندگی کن (بازی ویدئویی) و بازسازی آن در سال ۲۰۲۲، موساشی به عنوان یک رئیس در فصل «گرگ‌ومیش ادو» ژاپن بازی می‌کند.
- «اونیموشا» ساساکی کوجیرو و میاموتو موساشی را به عنوان شخصیت‌های جایزه به نمایش می‌گذارد. اونیموشا، یک مجموعه بازی ویدیویی توسط کپ‌کام، موساشی را به عنوان یک شخصیت مخفی قابل بازی در اونیموشا: شمشیر جنگجویان نشان می‌دهد. موساشی اولین حضور خود را در فصل ۵ انجام می‌دهد.[۱۸]
- میاموتو موساشی یک شخصیت قابل بازی در «جنگ‌جویان سامورایی ۲» و «جنگجویان اوروچی» کویی است. بازیکن می‌تواند در کنار موساشی و بعداً علیه موساشی در داستان «جنگجویان سامورایی: کاتانا مبارزه کند.» همچنین، فصل‌های عنوان بر اساس «کتاب پنج حلقه. کوجیرو به عنوان یک شخصیت قابل بازی در «افسانه‌های اکستریم» اضافه شد، که بسط آن «جنگجویان سامورایی» است.
- هیشیرو میتسوروگی از مجموعه نامکو سول‌کالیبر بر اساس موساشی ساخته شده است.
- فراندار هوندینگ از جهان «الدر اسکورولز» بر اساس موساشی است. او کتابی به نام «کتاب حلقه‌ها» نوشت که شبیه به «کتاب پنج حلقه» است.
- در «سنگوکو باسارا»، موساشی یک شخصیت قابل بازی است و یک شمشیر چوبی و یک پارو قایق را به عنوان سلاح به دست می‌گیرد.
- موساشی از SNK 'آخرین تیغه' بر اساس موساشی است.
- میاموتو موساشی یک شخصیت قابل بازی در نقشه «وارکرفت ۳: پادشاهی آشوب» «جزر و مد خون» است.

بازی ویدیویی ریو گا گوتوکو کنزان در سال ۲۰۰۸ ساخته شد. میاموتو موساشی، قهرمان داستان ریو گا گوتوکو کنزان است. او یک شمشیرباز بدنام است که به عنوان جمع‌آوری بدهی برای تسورویا کار می‌کند.
- موساشی یک شخصیت قابل بازی از کلاس سامورایی در «نیروی درخشان» اصلی است.[۲۰]
- در قاتلان زمان، شخصیت موساشی بر اساس موساشی ساخته شده است.
- در لاک پشت‌های نینجا جهش یافته نوجوان (۲۰۰۳)، زمانی که بازیکن در مرحله دوم دوجو با دوناتلو شکست می‌خورد، ترکش به نقل از میاموتو موساشی.
- موساشی به عنوان یک شخصیت رئیس جایزه در «روح سامورایی» هنگام بازی در نقش کوتارو هیبا ظاهر می‌شود. کتک زدن او به او اجازه می‌دهد تا مانند او دو کاتانا را به کار گیرد.
- نسخه زنانه موساشی به عنوان خدمتکار صابر در «فیت/گراند اوردر»'ها ظاهر می‌شود و در قسمت دوم داستان اصلی آن با تیتر «حماسه باقیمانده» بازی می‌کند. . یک نسخه مردانه از موساشی نیز به عنوان راوی داستان ظاهر می‌شود. موساشی همچنین در «سرنوشت/بازمانده سامورایی به‌عنوان خدمتکار کلاس برسرکر ظاهر می‌شود، و نسخه مردانه نیز در فلاش‌بک‌ها ظاهر می‌شود.
- فهرست شخصیت‌های مجموعه متال گیر سالید از «متال گیر طلوع: انتقام دوباره» بر اساس موساشی است.
- در بازی ویدیویی ۲۰۱۷ برای افتخار شخصیت قهرمان «آراموشا» به‌طور آزادانه ای از موساشی الهام گرفته شده است. او یک رونین است که از سبک شمشیرزنی نیتن ایچی-ریو استفاده می‌کند.[۲۱]
- در «گربه‌های نبرد» گربه ویژه میاموکو موساشی بر اساس موساشی ساخته شده است. توصیف ژاپنی همتای دشمنش، اینوموشا، به دوئل موساشی و کوجیرو در جزیره گانریو اشاره دارد.

در مجموعه‌های اکشن زنده ژاپنی روح سوار کامن، موساشی با عنوان «موساشی داماشی» (روح سامورایی) حضور دارد.

## بازی
بازی ورق سحر و جادو: گردهمایی در این بازی هر بازیکن با استفاده از جادوها، مصنوعات و مخلوقات جادویی که در کارت‌های بازی به تصویر کشیده شده سعی می‌کنند حریف خود را شکست دهند. در این بازی کارتی به نام «ایشین» وجود دارد، عنوان «دو بهشت به عنوان یک» بر روی کارت درج شده است، که مشخص می‌کند که به خاطر تکنیک شمشیربازی موساشی این کارت به او اشاره دارد.